# Gerechtelijk arrondissement
Een gerechtelijk arrondissement in België is de zetel van een rechtbank van eerste aanleg, die uit een burgerlijke sectie, een correctionele sectie en een familie- en jeugdsectie bestaat. Daarnaast is er nog een politierechtbank.
Bevoegdheidskwesties tussen de rechtbanken (van eerste aanleg, van koophandel, arbeidsrechtbank, vredegerecht of politierechtbank) worden geregeld door de arrondissementsrechtbank. Een bevoegdheidskwestie binnen een rechtbank (tussen afdelingen of tussen secties onderling) wordt beslecht door de (afdelings-)voorzitter.
Het Openbaar Ministerie in elk arrondissement wordt geleid door de procureur des Konings.
De gerechtelijke arrondissementen zijn verder opgedeeld in gerechtelijke kantons met telkens een vredegerecht.
In België zijn de gerechtelijke arrondissementen enerzijds en de bestuurlijke arrondissementen en kiesarrondissementen anderzijds niet noodzakelijk dezelfde (zie Lijst van Belgische gemeenten).

## Indeling

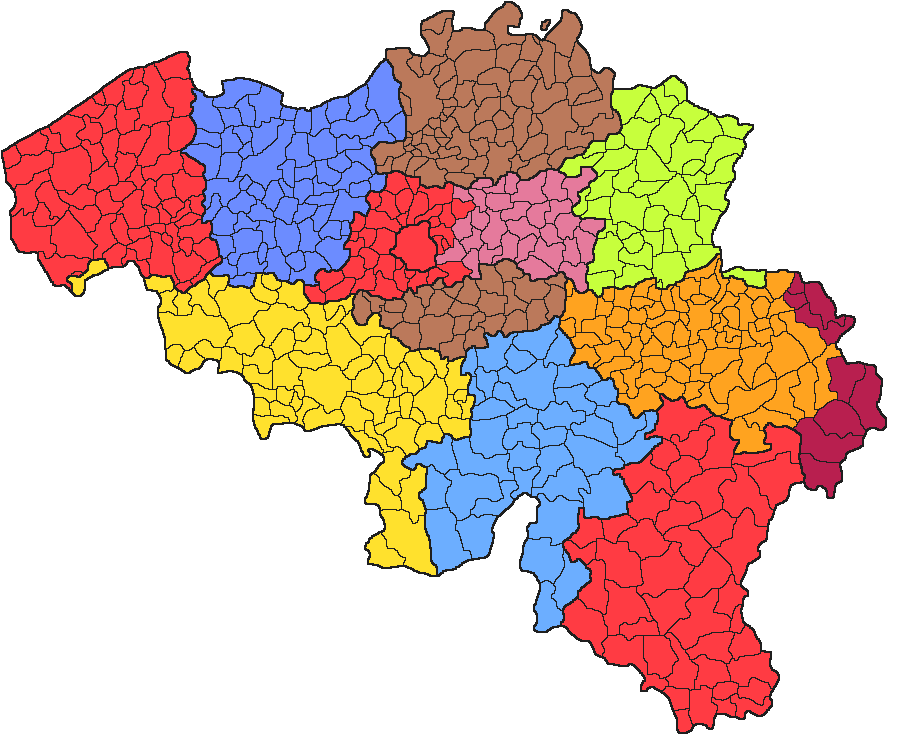
Belgische gerechtelijke arrondissementen (na de hervorming)

Op 17 april 2012 werd er een akkoord bereikt om de gerechtelijke arrondissementen te hervormen, in juni 2013 werd de hervorming behandeld in het parlement en op 1 december 2013 werd een wet tot hervorming van de gerechtelijke arrondissementen aangenomen. De hervorming trad in werking per 1 april 2014. Het aantal arrondissementen is teruggebracht van 27 naar 12 en deze vallen voortaan samen met de tien provincies (behalve Vlaams-Brabant en Luik), Brussel en de Duitstalige Gemeenschap. Voor de burger zal er niet veel veranderen, de plaatsen van de rechtbanken blijven immers dezelfde, maar de magistraten kunnen nu in grotere arrondissementen ingezet worden. De voormalige gerechtelijke arrondissementen blijven bestaan als afdelingen van de hervormde gerechtelijke arrondissementen.
- Gerechtelijk gebied Antwerpen:
  - Gerechtelijk arrondissement Antwerpen met afdelingen te Antwerpen, Mechelen en Turnhout
  - Gerechtelijk arrondissement Limburg met afdelingen te Hasselt en Tongeren
- Gerechtelijk gebied Bergen:
  - Gerechtelijk arrondissement Henegouwen (Hainaut) met afdelingen te Bergen, Charleroi en Doornik
- Gerechtelijk gebied Brussel:
  - Gerechtelijk arrondissement Brussel (Bruxelles) met afdelingen te Brussel en Halle-Vilvoorde
  - Gerechtelijk arrondissement Leuven met afdeling te Leuven
  - Gerechtelijk arrondissement Waals-Brabant (Brabant wallon) met afdeling te Nijvel
- Gerechtelijk gebied Gent:
  - Gerechtelijk arrondissement Oost-Vlaanderen met afdelingen te Dendermonde, Gent en Oudenaarde
  - Gerechtelijk arrondissement West-Vlaanderen met afdelingen te Brugge, Ieper, Kortrijk en Veurne
- Gerechtelijk gebied Luik:
  - Gerechtelijk arrondissement Eupen met afdeling te Eupen
  - Gerechtelijk arrondissement Namen (Namur) met afdelingen te Dinant en Namen
  - Gerechtelijk arrondissement Luik (Liège) met afdelingen te Hoei, Luik en Verviers
  - Gerechtelijk arrondissement Luxemburg (Luxembourg) met afdelingen te Aarlen, Marche-en-Famenne en Neufchâteau

In Brussel en Vlaams-Brabant werd ervoor gekozen om niet te raken aan de hervorming die er is gekomen na het Vlinderakkoord. Er blijft dus een gerechtelijk arrondissement Brussel(-Halle-Vilvoorde) met een ingewikkelde structuur en een eentalig gerechtelijk arrondissement Leuven, en dus geen tweetalig arrondissement Brussel(-Hoofdstad) en een eentalig arrondissement voor heel Vlaams-Brabant. Het gerechtelijk arrondissement Brussel bestaat uit twee parketten: het parket van Brussel en van Halle-Vilvoorde.
Het gerechtelijk arrondissement Henegouwen heeft eveneens twee parketten gekregen (namelijk het parket van Bergen-Doornik en het parket van Charleroi), omdat het anders overeenkomt met het gerechtelijk gebied Bergen waardoor er maar één procureur-generaal voor één procureur des Konings zou zijn, wat problemen zou kunnen geven. Op deze speciale regeling is er echter kritiek omdat dit oneerlijk is tegenover andere gerechtelijke arrondissementen.

### Voor 2014

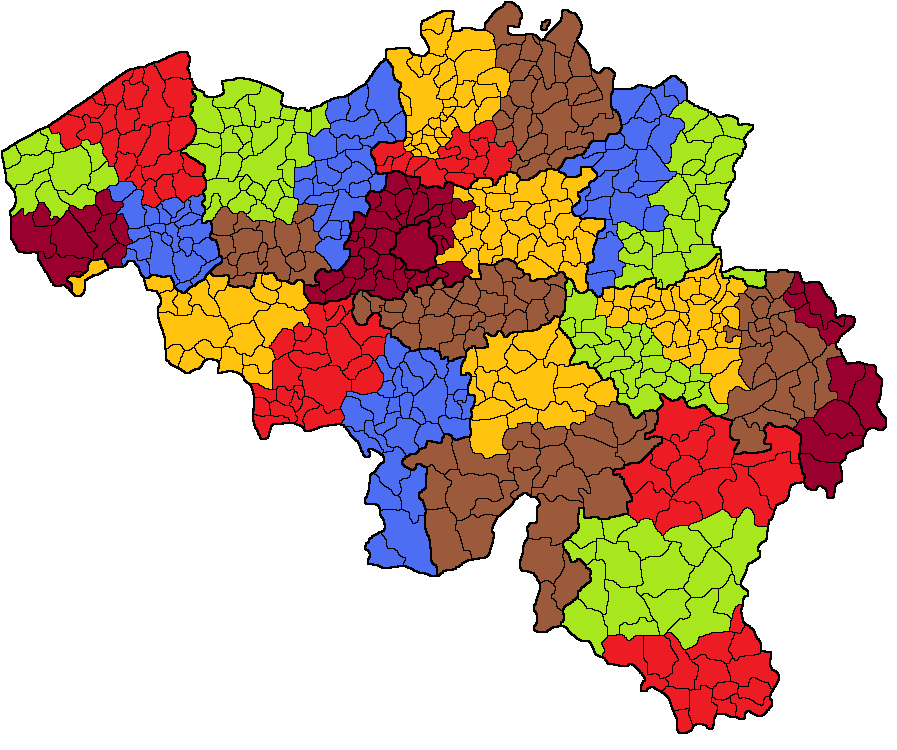
Belgische gerechtelijke arrondissementen (voor de hervorming)

Tot aan de hervorming van 2014 waren er in België 27 gerechtelijke arrondissementen.
1. Aarlen (Arlon)
2. Antwerpen
3. Bergen (Mons)
4. Brugge
5. Brussel
6. Charleroi
7. Dendermonde
8. Dinant
9. Doornik (Tournai)
10. Eupen
11. Gent
12. Hasselt
13. Hoei (Huy)
14. Ieper
15. Kortrijk
16. Leuven
17. Luik (Liège)
18. Marche-en-Famenne
19. Mechelen
20. Namen (Namur)
21. Neufchâteau
22. Nijvel (Nivelles)
23. Oudenaarde
24. Tongeren
25. Turnhout
26. Verviers
27. Veurne

## Gerechtelijke hiërarchie
- Oude indeling voor de hervorming van 1 maart 2013: